# Ceratinopsis palomara
Ceratinopsis palomara là một loài nhện trong họ Linyphiidae.
Loài này thuộc chi Ceratinopsis. Ceratinopsis palomara được Ralph Vary Chamberlin miêu tả năm 1949.